# Steve Jablonsky
Steve Jablonsky, nacido el 9 de octubre del 1970, es un compositor estadounidense de música de películas, televisión y videojuegos. Ha compuesto las bandas sonoras de las películas The Texas Chain Saw Massacre, Steamboy, La isla, Transformers, D-War y Transformers: la venganza de los caídos. También fue un contribuyente en Team America: World Police y en muchos otros trabajos. Además, ayudó a componer parte de la música del videojuego Metal Gear Solid 2: Sons of Liberty, y en 2003 compuso el tema musical de la serie Seven Wonders of the Industrial World. También compone la música de la serie Desperate Housewives desde el cuarto episodio. Su canción Trailblazing es utilizada como tema de entrada en WrestleMania X8 y WrestleMania XIX.
Steve también compuso la música para el videojuego Command & Conquer 3: Tiberium Wars, reemplazando al compositor original de la serie Command & Conquer Frank Klepacki, quién no pudo componer la música del videojuego debido a su trabajo con Universe at War: Earth Assault.
Los proyectos más recientes de Jablonsky incluyen las composiciones de la película de Michael Bay Transformers, las de la película surcoreana D-War y las del videojuego Gears of War 2. Steve trabaja en el estudio de Hans Zimmer Remote Control Productions (anteriormente conocido como Media Ventures). Además algunas de sus canciones han sido usadas para la banda sonora de la telenovela juvenil de Nickelodeon, Grachi

## Composiciones

### Bandas sonoras de películas
- The Texas Chain Saw Massacre (La Masacre de Texas) (2003)
- Steamboy (2004)
- The Amityville Horror (2005)
- La isla (2005)
- The Texas Chainsaw Massacre: The Beginning (2006)
- The Hitcher (2007)
- Transformers (2007)
- D-Wars (2007)
- Transformers: la venganza de los caídos (2009)
- Viernes 13 (2009)
- A Nightmare on Elm Street (2010)
- Your Highness (2011)
- Transformers: el lado oscuro de la luna (2011)
- Battleship (2012)
- Gangster Squad (2013)
- Pain & Gain (2013)
- Ender's Game (2013)
- Transformers: la era de la extinción (2014)
- The Last Witch Hunter (2015)
- 13 Horas: Los soldados secretos de Bengasi (2016)
- Deepwater Horizon (2016)
- Teenage Mutant Ninja Turtles: Out of the Shadows (2016)
- Lone Survivor
- Transformers: el último caballero (2017)
- Bloodshot (2020)
- Spenser Confidential (2020)
- The Tiger's Apprentice (2024)[1]

### Bandas sonoras de videojuegos
- Command & Conquer 3: Tiberium Wars (2007)
- Command & Conquer 3: Kane's Wrath (2008)
- Gears of War 2 (2008)
- Gears of War 3 (2011)
- Los Sims 3 (2009 - 2011)
- Prince of Persia: Las Arenas Olvidadas (2010)